# 김태진 (1984년 10월)
김태진(한국 한자: 金泰鎭, 1984년 10월 29일 ~ )은 대한민국의 프로 축구 선수이다. 포지션은 미드필더이다.

## 선수 생활
2005년에 프로에 데뷔하여 2007년까지 FC 서울에서 활약하였다. 2007년 말에 현금 20억 원과 함께 이정열 선수와 더불어 데얀의 서울 이적에 대한 트레이드로 인천으로 이적하였다.
2011년부터 내셔널리그의 강릉시청 축구단에서 활약하였으며, 2015년에는 목포시청 축구단으로 이적하였다.